# ヨンフレス・パレホ
ヨンフレス・パレホ（Yonfrez Parejo、1988年8月1日 - ）は、ベネズエラの男性プロボクサー。バレンシア出身。元WBA世界バンタム級暫定王者。

## 来歴
2009年10月3日、ヌエバエスパルタ州マルガリータ島でライダー・コテスとデビュー戦を行い、3-0の判定勝ちを収めデビュー戦を白星で飾った。
2010年3月27日、ラ・グアイラのポリデポルティーボ・ホセ・マリア・バルガスでサンドロ・エルナンデスと対戦し、4回1-1（39-37、38-38、38-38）の判定で引き分けた。 
2011年10月19日、パナマシティのパラシオ・ドラドでアレハンドロ・コラレスとWBAフェデボルバンタム級王座決定戦を行い、9回3-0(89-82、88-83、87-84)の判定勝ちを収め王座獲得に成功した。
2012年2月3日、コロンのフォー・ポインツ・バイ・シェラトン・コロンでジャン・サンプソンとWBAフェデラテンバンタム級王座決定戦を行い、11回3-0（2者が110-102、110-101)の判定勝ちを収め王座獲得に成功した。
2012年3月31日、ジョン・マーク・アポリナリオのビザ取得に問題が生じた為、代役としてシナロア州ロスモチスのヒムナシオ・アウディトリオでWBA世界バンタム級暫定王者ウーゴ・ルイスと対戦し、2回にルイスがアッパーを交えたコンビネーションでパレホからダウンを奪い、5回、6回とパレホも反撃に出て挽回に努めるも7回にダウンを奪われ、8回にルイスの攻勢でパレホがダウンしたところでレフェリーストップがかかり、プロ初黒星となる8回1分12秒TKO負けを喫し王座獲得に失敗した。
2012年11月1日、ジャカルタのインドシアル・スタジオでアンキー・アンコタとWBAインターナショナルバンタム級王座決定戦を行い、12回3-0(117-111、117-112、115-113)の判定勝ちを収め王座獲得に成功した。
2014年8月30日、カラカスのヒムナシオ・ホセ・ベラカーサでルイス・イノホサとWBA世界バンタム級暫定王座決定戦を行い、11回TKO勝ちを収め王座を獲得した。
2015年8月15日、マラカイのセントロ・コメルシアル・ハイパー・ジャンボでジョン・アルベルト・モリーナとノンタイトル戦で対戦し、2回1分17秒KO勝ちを収めた。
2015年11月7日、モナコモンテカルロのサル・デゼトワールでWBA世界バンタム級2位のザナト・ザキヤノフと対戦し、12回1-2（113-115、116-112、113-116）の判定負けを喫し初防衛に失敗し、王座から陥落した。
2016年10月21日、サンサルバドルでホセ・リオスとWBAフェデカリブスーパーバンタム級王座決定戦を行い、9回判定勝ちを収め王座獲得に成功した。
2018年2月12日、WBA世界バンタム級スーパー王者のライアン・バーネットが、同年3月31日にパレホと防衛戦を行うと発表した。
2018年2月28日、WBAはパレホをWBA世界バンタム級2位にランクインした。
2018年3月31日、カーディフのプリンシパリティ・スタジアムでWBA世界バンタム級スーパー王者のライアン・バーネットと対戦し、12回0-3（108-120×2、112-116）の判定負けを喫し王座獲得に失敗した。
2019年4月20日、ディグニティ・ヘルス・スポーツ・パークにてWBA世界スーパーバンタム級王者ダニエル・ローマンとWBA世界スーパーバンタム級1位のムロジョン・アフマダリエフとの指名試合をIBF世界スーパーバンタム級王者テレンス・ジョン・ドヘニーとの王座統一戦実現で待機させることに伴うWBA世界スーパーバンタム級暫定王座決定戦を、WBA世界スーパーバンタム級2位のブランドン・フィゲロアと行い、8回終了時にパレホが棄権した為2階級制覇とはならなかった。

## 獲得タイトル
- WBAフェデボルバンタム級王座
- WBAフェデラテンバンタム級王座
- WBAインターナショナルバンタム級王座
- WBA世界バンタム級暫定王座（防衛0）
- WBAフェデカリブスーパーバンタム級王座